# Староивановка
Староивановка — село в Волоконовском районе Белгородской области России. Административный центр Староивановского сельского поселения. Одноимённая железнодорожная станция.

## География
Село расположено в восточной части Белгородской области, на левом берегу реки Оскола, в 6,5 км по прямой к северу от районного центра Волоконовки. Выше села по руслу Оскола (в 2 километрах по прямой к северу) находится населённый пункт с перекликающимся названием — Новоивановка.

## История

### Происхождение названия
Слобода Староивановка в былые времена именовалась Большой Трубецкой и Великой Трубецкой - по фамилии владельцев — князей Трубецких. Имя князя Ивана Юрьевича Трубецкого (1667-1750), фельдмаршала, генерал-губернатора Москвы, закрепилось и в названии «Староивановка».

### Исторический очерк
В 1729 году была основана слобода Староивановка.
В 1859 году — Бирюченского уезда «слобода владельческая Староивановка (Большая Трубецкая, Великая Трубецкая) при протоке реки Оскола» «по тракту на город Харьков» - церковь православная, 2 ярмарки в году.
В 1900 году — волостная «слобода Старая Ивановка (Трубецкая) при большом тракте на город Новый Оскол, при реке Осколе (смежные поселения — владельческая усадьба Бибикова Михаила Михайловича)» — земельный надел 2040,6 десятины, церковь, 3 общественных здания, земская школа, кузница, 2 мелочные и 2 винные лавки, ярмарка.

Книга «Россия...» (СПб, 1902) сообщает следующие подробности социально-экономической жизни поселения в начале XX века:
«Слобода Старо-Ивановка (Трубецкая), при которой расположена станция Бибиково, имеет 1600 жителей, волостное правление, школу и две ярмарки. В эпоху освобождения крестьян Старо-Ивановка принадлежала Екатерине Николаевне Муравьевой [дочери декабриста Никиты Муравьева, жене Михаила Илларионовича Бибикова], владевшей здесь 11 тысячами десятин земли. Ныне здесь находится имение Михаила Михайловича Бибикова (от которого и получила свое название станция железной дороги), заключающее в себе около 4.100 десятин. Имение выдается по своему коневодству, скотоводству, пчеловодству, лесоразведению, водяной мельнице и маслобойному заводу, перерабатывающему до 70 тысяч пудов подсолнечника».
С июля 1928 года слобода Старо-Ивановка в Волоконовском районе — центр большого Старо-Ивановского сельсовета (в него входили слобода Ново-Ивановка (Подколзина), Ново-Рождественка, собственно Старо-Ивановка, село Коровино, поселки Алейников, Лозовой, Платва, Рассвет, хутора Ольхов, Ракитное и Шрамков, Баркова мельница № 12, ж./д.-станция Бибиково, колхоз «Рассвет»).
Во второй половине 1950-х годов Старо-Ивановский сельсовет Волоконовского района состоял из слобод Ново-Ивановки и Старо-Ивановки, сел Афоньевки, Коровина, Ново-Рождественки, поселка Красивого и 6 хуторов: Красный Рай, Олейницкий, Ольхов, Плотва, Рассвет и Шрамков.
В 1997 году село Староивановка — центр Староивановского сельского округа (5 сел, поселок и 3 хутора).
В 2010 году село Староивановка — центр Староивановского сельского поселения (5 сел, поселок и 3 хутора) Волоконовского района.

## Население
В 1859 году в слободе 183 двора, 1762 жителя (905 мужчин, 857 женщин).
В 1900 году — 327 дворов, 1976 жителей (1058 мужчин, 918 женщин).
На 1 января 1932 года в слободе Староивановке — 1706 жителей.
По данным переписей населения в селе Староивановке на 17 января 1979 года — 1113 жителя, на 12 января 1989 года — 1070 (465 мужчин, 605 женщин), на 1 января 1994 года — 418 хозяйств и 1200 жителей.
В 1997 году в селе 438 хозяйств и 1081 житель, в 1999 году — 1136 жителей, в 2001 году — 1134.
| 1859 | 1897  | 2002  | 2010  |
| ---- | ----- | ----- | ----- |
| 1762 | ↘1628 | ↘1116 | ↗1117 |

## Инфраструктура
По состоянию на начало 1990-х годов Староивановка оставалась центром колхоза им. Димитрова (в 1992 году 564 колхозника), занятого растениеводством и животноводством. В 1995 году в селе — АО «Колос» (производство зерновых), амбулатория, Дом культуры, библиотека, средняя школа.

## Известные уроженцы
- Чайкин, Вадим Афанасьевич — революционер, журналист, политический деятель.

## Внешние ссылки
- Сюжет белгородского телевидения о восстановленном в 2016 году памятнике погибшим в ВОВ на видеохостинге Youtube